# إد رونان
إد رونان (بالإنجليزية: Ed Ronan)‏ هو لاعب هوكي الجليد أمريكي، ولد في 21 مارس 1968 في كوينسي في الولايات المتحدة.

## وصلات خارجية
- إد رونان على موقع دوري الهوكي الوطني (الإنجليزية)
- إد رونان على موقع قاعة مشاهير الهوكي (لاعب أن.إتش.أل) (الإنجليزية)
- إد رونان على موقع EliteProspects.com (الإنجليزية)
- إد رونان على موقع HockeyDB.com (الإنجليزية)
- إد رونان على موقع Hockey-Reference.com (الإنجليزية)